# 변탁
변탁(卞鐸, 1938년 4월 25일 ~ 2019년 8월 11일)은 대한민국 경상북도 문경 출신의 기업인이다. 태영건설 부회장으로 대한스키협회 회장과 한국건설경영협회 회장을 맡은 바 있다.
대한스키협 회장을 16대(2001~2004년)와 17대(2005~2008년) 회장에 이어 18대 회장으로 추대되어 2008년부터 2012년까지 연임하였다.
1977년 태영건설에 이사로 입사해 1988년 대표이사 사장, 2004년 대표이사 부회장을 거쳐 2008년부터 태영건설 이사회 의장을 맡은 바 있는 건설업계의 최장수 전문경영인이다.

## 학력
- 문경중학교
- 경동고등학교
- 단국대학교 상학과 학사
- 서강대학교 공공정책대학원 사회과학 석사
- 연세대학교 경영대학원 경영학 석사

## 약력
- 2010년 한국건설경영협회 회장
- 2006년 토리노동계올림픽 한국선수단 단장
- 2007년 중앙대학교 겸임교수
- 2008년 제18대 대한스키협회 회장
- 2008년 태영건설 이사회 의장
- 2004년 - 2008년 태영 대표이사 부회장
- 2003년 대한건설협회 감사
- 2001년 KOC 상임위원
- 2001년 제16대 대한스키협회 회장
- 1994년 대한건설협회 이사
- 1981년 태영 부사장
- 1978년 태영 상무이사
- 1963년 대한통운

## 수상
- 2009년 자랑스러운 단국인상
- 2007년 체육훈장 청룡장
- 2006년 제1회 국제지역학회 글로벌 경영대상
- 2004년 제2회 한국 윤리경영대상 시상위원회 한국윤리경영 종합대상
- 2002년 건설의날 금탑산업훈장
- 2001년 제2회 대한건설단체 총연합회 대한민국 건설대상 건설경영 대상
- 1999년 국무총리 표창(물자사랑유공)
- 1996년 은탑산업훈장(건설산업유공)